# Ahaxe-Alciette-Bascassan
Ahaxe-Alciette-Bascassan település Franciaországban, Pyrénées-Atlantiques megyében. Lakosainak száma 262 fő (2022. január 1.). Ahaxe-Alciette-Bascassan Aincille, Bussunarits-Sarrasquette, Estérençuby, Lecumberry és Saint-Jean-le-Vieux községekkel határos.

## Népesség
A település népességének változása:
| Lakosok száma | 291  | 281  | 277  | 287  | 274  | 271  | 269  | 266  | 263  | 262  |
|               | 2010 | 2013 | 2015 | 2016 | 2017 | 2018 | 2019 | 2020 | 2021 | 2022 |